# Raionul Rokîtne, Kiev
Rokîtne (în ucraineană Рокитнянський район, transliterat: Rokîtneanskîi raion) este un raion în regiunea Kiev, Ucraina. Reședința sa este așezarea de tip urban Rokîtne.

## Demografie
Componența lingvistică a raionului Rokîtne
     Ucraineană (97,98%)
     Rusă (1,8%)
     Alte limbi (0,14%)
Conform recensământului din 2001, majoritatea populației raionului Rokîtne era vorbitoare de ucraineană (97,98%), existând în minoritate și vorbitori de rusă (1,8%).